# Synagoge Aldenhoven
Die Synagoge Aldenhoven stand im Ortsteil Aldenhoven in der gleichnamigen Gemeinde im Kreis Düren in Nordrhein-Westfalen.
Bereits für das 14. Jahrhundert sind in Aldenhoven Juden nachgewiesen.  Im Jahr 1812 lebten im Ort 41 Personen jüdischen Glaubens.
Bereits 1843 bestand in Aldenhoven ein Bethaus. Unbestätigt ist, dass es eine solche Einrichtung schon Jahrhunderte vorher gegeben hat. In einem Schreiben der Aldenhovener Juden Veith Feiber und Jakob Landau vom 26. März 1890, in dem es um Streitigkeiten bzgl. der Synagoge und der Spezialgemeinde Langweiler geht, heißt es: „‚Wir haben hier in einem Privathause unsere Synagoge und unterhalten sie aus unseren Mitteln, und dies ist, wie bereits gesagt, schon seit beinahe 200 Jahren so gewesen’...“. Das Privathaus war in der Markfestestraße 31. Nach dem Verkauf des Hauses und somit auch der Betstube wurde diese im Haus Alte Turmstraße 43 neu eingerichtet. Im Keller gab es eine Regenwasser-Mikwe und im Garten eine Laubhütte.
Das Haus wurde im Zweiten Weltkrieg so stark beschädigt, dass es abgerissen werden musste. An gleicher Stelle wurde ein neues Gebäude errichtet, an dem sich heute eine Gedenktafel befindet.